# Eupithecia sydyi
Eupithecia sydyi là một loài bướm đêm trong họ Geometridae.